# Blue for You
Blue for You je deváté studiové album anglické rockové skupiny Status Quo, vydané v roce 1976. Album vyšlo u Vertigo Records ve Spojeném království a u Capitol Records v USA.

## Seznam skladeb
| Pořadí | Název                                                        | Autor            | Délka |
| ------ | ------------------------------------------------------------ | ---------------- | ----- |
| 1.     | Is There a Better Way                                        | Rossi, Lancaster | 3:31  |
| 2.     | Mad About the Boy                                            | Rossi, Young     | 3:31  |
| 3.     | Ring of a Change                                             | Rossi, Young     | 4:15  |
| 4.     | Blue for You                                                 | Lancaster        | 4:08  |
| 5.     | Rain                                                         | Parfitt          | 4:24  |
| 6.     | Rolling Home                                                 | Rossi, Lancaster | 3:01  |
| 7.     | That's a Fact                                                | Rossi, Young     | 4:20  |
| 8.     | Ease Your Mind                                               | Lancaster        | 3:12  |
| 9.     | Mystery Song                                                 | Parfitt, Young   | 6:44  |
| 10.    | You Lost the Love (bonus na reedici v roce 2005)             | Rossi, Young     | 3:01  |
| 11.    | Mystery Song (singlová verze, bonus na reedici v roce 2005)  | Parfitt, Young   | 4:00  |
| 12.    | Wild Side of Life (bonus na reedici v roce 2005)             | Carter, Warren   | 3:17  |
| 13.    | All Through the Night (bonus na reedici v roce 2005)         | Rossi, Lancaster | 3:16  |
| 14.    | Wild Side of Life (demo verze, bonus na reedici v roce 2005) | Carter, Warren   | 3:51  |

## Sestava
- Francis Rossi – kytara, zpěv
- Rick Parfitt – kytara, zpěv
- Alan Lancaster – baskytara, zpěv
- John Coghlan – bicí
- Andy Bown – klávesy, zpěv
- Bob Young – harmonika